# Murad Bakhsh

Muhammad Murad Bakhsh (28 de setembre de 1624 - 14 de desembre de 1661) fou un príncep mogol, quart fill de Xa Jahan, sent la seva mare Mumtaz Mahal.
Va rebre successivament mansabs de 4.000, de 7.000 i de 8.000 entre 1639 i 1641. El 1642 fou nomenat subadar de Multan; va rebre un mansab de 10.000 el 1645. El juny de 1646 va dirigir l'exèrcit a Balkh i Badakhxan on va fer una campanya plena d'èxits. Al final de la campanya va abandonar sense permís el comandament i va retornar a l'Índia (agost de 1646). Per això fou degradat i va perdre el govern de Multan, però fou perdonat poc després i va recuperar el seu rang al mateix any i el 1647 fou nomenat subadar de Caixmir i el 1648 del Dècan on va estar poc temps sent enviat com a governador a Kabul el 1650 i de Malwa el 1651. El 1654 fou nomenat governador del Gujarat i promogut al grau de 12.000.
Xa Jahan es va posar malalt el setembre del 1657 i Murad es va coronar emperador el novembre del mateix any a Ahmedabad. Poc després va fer un acord amb Aurangzeb pel qual el seu germà li va prometre (pel cas d'èxit de la revolta conjunta) el Panjab, Multan, Sind (Thatta), Caixmir i Kabul. L'abril del 1658 els exèrcits units de Murad i Aurangzeb van derrotar les forces imperials a la batalla de Dharmat; Dara Shukoh fou derrotat poc després a la batalla de Samugarh. Els dos germans van ocupar Agra, però poc després Murad fou capturat a traïció pel seu germà a Mathura i enviat presoner al fort de Salimgarh a Delhi i després (1659) a Gwalior. El 14 de desembre del 1661 fou executat acusat d'haver assassinat al seu diwan Ali Naki el 1657.